# Matt Flynn (musiker)
Matt Flynn (født 23. maj 1970) er en amerikansk trommeslager kendt fra bandet Maroon 5. Siden 2006, hvor han havde været ved bandet i to år, erstattede han den tidligere trommeslager Ryan Dusick.
Før Maroon 5 havde han spillet for The B-52's, Chicago, Gavin DeGraw og Gandhi.